# Ctenophthalmus obtusus
Ctenophthalmus obtusus är en loppart som beskrevs av Jordan et Rothschild 1912. Ctenophthalmus obtusus ingår i släktet Ctenophthalmus och familjen mullvadsloppor. Inga underarter finns listade i Catalogue of Life.